# معركة ثنية العقيق
يوم ثنية العقيق وهي من أيام العرب في الجاهلية قبل الإسلام وهي معركة وقعت في الطائف بين هذيل وبنو سليم.

## سير المعركة
ذكر ابن سلام الجمحي فقال : من اخبار بني عصية من بني سليم بن منصور أنهم خرجوا في جماعة ليغزوا بني عامر بن صعصعة فذهبوا إلى الطائف ليشتروا من أسواقها زادا وخمرا وغيرها. وكان عدد بني سليم خمسون إلى ستون مقاتل. فسمع بوصولهم بني قريم من هذيل. وكانت قبيلة هذيل تبحث عن بني عصية من قبل فخرج من هذيل عصبة والعصبة جماعة تكون من عشرون إلى خمسون شخصا . فذهبوا رجل من ثقيف فجعلوا له مالا مقابل ان يخبرهم عن الثنية التي يخرج فيها بنو عصية من الطائف. ففعل وأخبرهم بمكان مسير بني عصية. فسبقت هذيل بني عصية إلى تلك الثنية بأسفل العقيق حتى مر بني سليم عليهم فلما أشرفوا ورأوهم نادا منادي من هذيل يسال بني سليم من انتم ؟ فرد القوم وقالوا نحن بنو عصية . فمالت هذيل عليهم ووقعت المعركة فقتلت هذيل جميع بني عصية الا ثلاثة اشخاص أعجزوهم هاربين. فأخذت هذيل خيول بني عصية وقتلتها كلها وقال شاعر من بني سليم يذكر هذا اليوم.

## هامش
- بني عصية وهم بني عصية بن خفاف بن أمرئ القيس بن بهثة بن سليم بن منصور بن عكرمة بن خصفة بن قيس عيلان بن مضر بن نزار بن معد بن عدنان.[2]
- بني قريم وهم بني قريم بن صاهلة بن كاهل بن الحارث بن تميم بن سعد بن هذيل بن مدركة بن الياس بن مضر بن نزار بن معد بن عدنان.